# بالگردگاه گاروینس
بالگردگاه گاروینس (به انگلیسی: Garvins Heliport) یک فرودگاه خصوصی است . این فرودگاه در کشور ایالات متحده آمریکا قرار دارد و در ارتفاع ۷۶ متری از سطح دریا واقع شده‌است.